# 维托里奥·埃马努埃莱二世大街 (都灵)
维托里奥·埃马努埃莱二世大街（Corso Vittorio Emanuele II）是意大利都灵的一条重要街道。从东南向西北穿越城市，经过老城东南，长4.2公里。
这条街以意大利的第一位国王维托里奥·埃马努埃莱二世命名。
这条街开辟于十九世纪，当时城市超出了城墙的限制，开始成为工业城市。
|  |